# Slag bij Novara (1513)
De Slag bij Novara vond plaats op 6 juni 1513. Franse troepen onder commando van Louis de la Trémoille hadden het beleg geslagen bij Novara in het hertogdom Milaan. Ze werden verrast door troepen van de Heilige Liga en uit Milaan en Italië verdreven. De slag vond plaats in de laatste fase van de Oorlog van de Liga van Kamerijk, een van de Italiaanse Oorlogen (1494-1559).

## De Italiaanse Oorlogen (1494-1559)
Tussen 1494 en 1559 woedden er een groot aantal oorlogen in en rond Italië. De aanleiding voor de conflicten waren dynastieke conflicten rondom het hertogdom Milaan en het koninkrijk Napels, maar al snel ontspoorden deze conflicten in een serie oorlogen over aanspraken op verschillende delen van Italië waarbij allerlei Europese landen betrokken raakten. Landen als Frankrijk, Spanje, het Heilige Roomse Rijk, Engeland, Schotland, de Pauselijke Staat en de Italiaanse stadstaten voerden een machtsstrijd waarbij allianties net zo snel uiteenvielen als ze gevormd werden en verraad aan de orde van de dag was.

## De Oorlog van de Liga van Kamerijk (1508-1516)
Een van de grote conflicten van de Italiaanse Oorlogen was de Oorlog van de Liga van Kamerijk. Frankrijk, de Pauselijke Staat en Republiek Venetië bevochten elkaar in wisselende allianties, waarbij ook Spanje, het Heilige Roomse Rijk, Engeland, Schotland, de hertogdommen van Milaan en Ferrara alsook het Oude Eedgenootschap betrokken waren. Paus Julius II probeerde in 1508 een einde te maken aan de groeiende invloed van Venetië in het noorden van het Italiaanse schiereiland. Hij vormde hiervoor de Liga van Kamerijk met de Pauselijke Staat, het Heilige Roomse Rijk, Frankrijk en Spanje. In de loop van de jaren wijzigde de samenstelling van de Liga. Soms was Frankrijk een bondgenoot van Venetië, soms van de paus.

## Proloog

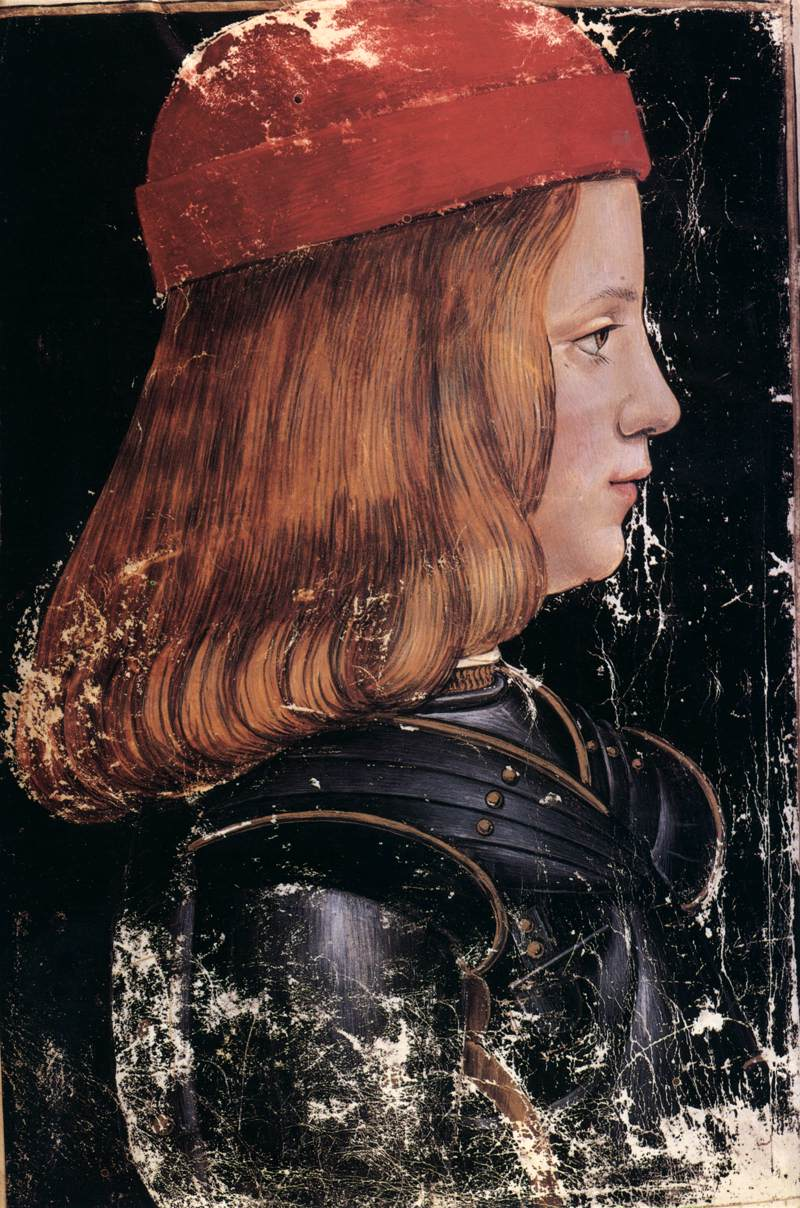
Massimiliano Sforza

Na de slag bij Ravenna (1512) dreigde een Engelse invasie op Frans grondgebied. Hierdoor waren de Fransen gedwongen grote delen van hun leger terug te trekken uit Italië. Dit leidde uiteindelijk tot het verlies van alle Franse veroveringen in dit land. Het Franse leger trok zich terug achter de Alpen. De Heilige Liga, bestaande uit de Pauselijke Staat, Het Heilige Roomse Rijk, Spanje en Venetië gingen daarna in onderhandeling om het op de Fransen veroverde gebied opnieuw te verdelen. Er ontstond ruzie over het hertogdom van Milaan. Venetië en paus Julius II wilden Maximiliaan Sforza naar voren schuiven, maar keizer Maximiliaan I en Ferdinand van Aragón zagen meer in een van hun neven als kandidaat. Ook weigerde Maximiliaan enig keizerlijk gebied aan Venetië af te staan. Aangezien de paus nog altijd bang voor de invloed van deze stadstaat in Noordelijk Italië, koos hij partij voor Maximiliaan. Venetië sloeg terug door weer toenadering tot zoeken tot Frankrijk en op 23 maart 1513 het Verdrag van Blois met Lodewijk XII te sluiten.

## De slag

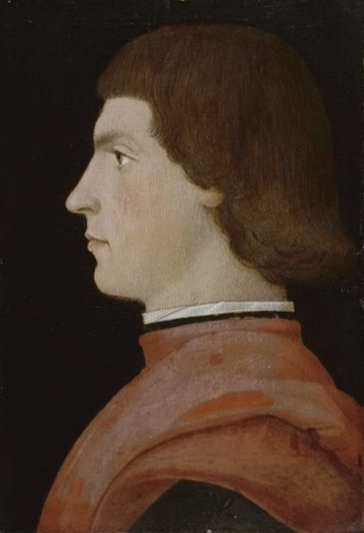
Lodewijk De La Tremoille

Lodewijk II de la Trémoille trok met het Franse leger weer over de Alpen. Vanuit Venetië trok tegelijkertijd een leger onder commando van Bartolomeo d'Alviano in de richting van Padua. De Fransen ondervonden weinig tegenstand en veroverden Milaan. Vervolgens trok Trémoille op naar Novara. De stad lag ongeveer veertig kilometer van Milaan en was de tweede stad van het hertogdom. Zij werd verdedigd door Zwitserse huurlingen in dienst van Massimiliano Sforza. Trémoille begon Novara te belegeren en legde versterkingen aan. Op 6 juni echter werden de Fransen verrast door een leger van de Heilige Liga dat de stad moest ontzetten. Het leger van de Liga was samengesteld uit 13.000 man, veelal Zwitserse huurlingen. De Franse troepen waren ook huurlingen en wel Duitse landsknechten die net als de Zwitsers waren gewapend met pieken, een soort lange lansen. Ondanks het feit dat de Zwitsers het verrassingselement hadden, konden de landsknechten zich opstellen in een carré, terwijl ook de Franse artillerie ingezet kon worden. Het mocht echter niet baten. De Zwitserse infanterie omsingelde de Fransen en viel de Franse kanonnen aan. De Fransen vuurden op de aanvallende Zwitsers en wist binnen drie minuten een slachting aan te richten. Ongeveer zevenhonderd man verloren in die korte tijd het leven. De Zwitserse piekeniers bleven echter aanvallen en konden uiteindelijk de Franse artillerie uitschakelen. Vervolgens werden de carrés van de Duitse landsknechten aangepakt. De Zwitsers bleven aanvallen en langzaam begonnen de Duitse huurlingen terrein te verliezen en vielen de carrés uiteen. Meer dan 5000 landsknechten kwamen om. De rest vluchtte in paniek of werd gevangengenomen. De Zwitsers van de Heilige Liga waren razend vanwege het hevige Franse artillerievuur en vermoordden een groot aantal gevangengenomen Duitse landsknechten. Het was de gewoonte dat het overwinnende leger de vluchtende soldaten van het verslagen achtervolgde, maar door gebrek aan cavalerie kon hier geen sprake van zijn. Desondanks achtervolgde een deel van de Zwitserse troepen de Fransen tot aan Dijon in Frankrijk.

## Gevolgen
De Franse koning Lodewijk XII moest opnieuw Italië verlaten en het hertogdom van Milaan viel weer toe aan Maximiliaan Sforza. Voor de Fransen begon nu een donkere periode waarbij ze nederlaag op nederlaag leden. Pas toen de nieuwe koning van Frankrijk Frans I andermaal het hertogdom Milaan binnenviel in 1515 (Slag bij Marignano) kwam er een ommekeer in de strijd. In 1516 werd de Vrede van Brussel gesloten en eindigde de Oorlog van de Liga van Kamerijk.